# جامعة كارلوس الثالث بمدريد
جامعة كارلوس الثالث بمدريد (بالإسبانية: Universidad Carlos III de Madrid)‏ واختصارها (UC3M) هي جامعة عامة في مدينة مدريد، إسبانيا. أنشئت في عام 1989،  وهي مؤسسة لها ملف دولي متميز.
تقدم مجموعة واسعة من برامج درجة الماجستير في اللغة الإنجليزية، وما يقرب من 20 ٪ من طلابها أجانب. وهي أول جامعة في إسبانيا والثالثة في أوروبا من حيث عدد الطلاب المشاركين في برامج تبادل الطلاب (إيراسموس).
تتمتع الجامعة بسمعة قوية في مواضيع الأعمال، ولا سيما الاقتصاد والتي تصنف بانتظام من بين أفضل 50 جامعة في جميع أنحاء العالم. كما أنها تحمل أعلى متطلبات القبول في مدريد للعديد من برامج الدرجات مثل الأعمال والقانون والقانون والعلوم السياسية والاقتصاد والدراسات الدولية والمحاسبة والصحافة أو الهندسة الطبية الحيوية.
تُصنف أيضا من بين أفضل 150 جامعة في العالم في التوظيف وفقًا لتصنيفات جامعة QS العالمية لعام 2016.
تحتل حاليًا المرتبة 298 في العالم عمومًا اعتبارًا من عام 2020.
شعار الجامعة هو " Homo homini sacra res" («إن الإنسان شيء مقدس للإنسان»)، مقتبس من سينيكا (رسائل أخلاقية إلى لوسيلوس XCV: 33 : "Homo، sacra res homini").

## فروع الجامعي
لدى الجامعة أربعة فروع مقسمة إلى المدارس والمراكز التالية:
- فرع خيتافي: كلية الحقوق والعلوم الاجتماعية وكلية العلوم الإنسانية والتواصل والتوثيق.
- فرع ليجانيس: كلية الهندسة.
- فرع كولميناريجو: يتم تقديم برامج الدرجات من مدارس مختلفة في هذا الحرم الجامعي.
- فرع حرم بويرتا دي توليدو: مركز الدراسات العليا.

### فرع خيتافي
- يقع الفرع الجامعي في مدينة خيتافي، على بعد 13 كيلومترًا جنوب العاصمة الإسبانية.

- المرافق: المكتبات، غرف الوسائط المتعددة، استوديوهات التلفزيون والتسجيل، قاعات المحاكم، غرف الموارد والأنشطة، المراكز الرياضية المجهزة بمسبح داخلي ومنتجعات صحية، وقاعات سكن الطلاب.

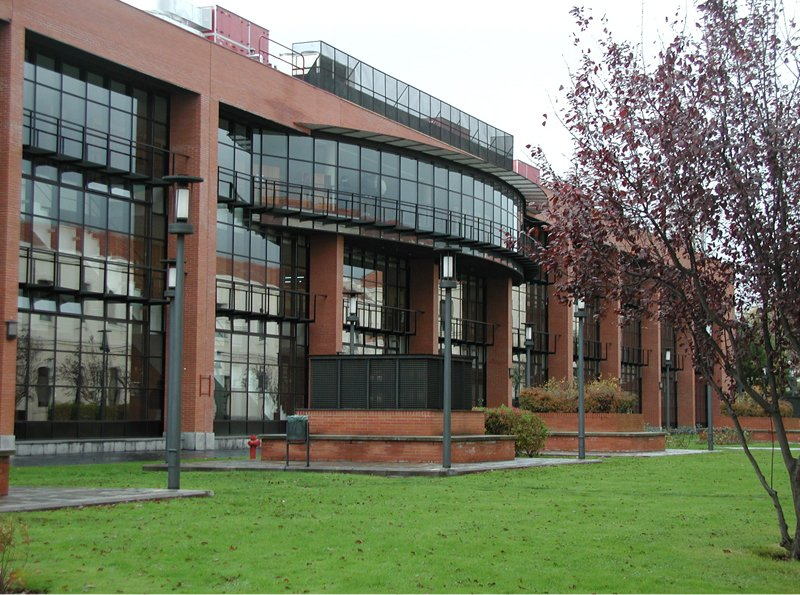
كلية العلوم الاجتماعية والقانون في حرم خيتافي

### فرع ليجانيس

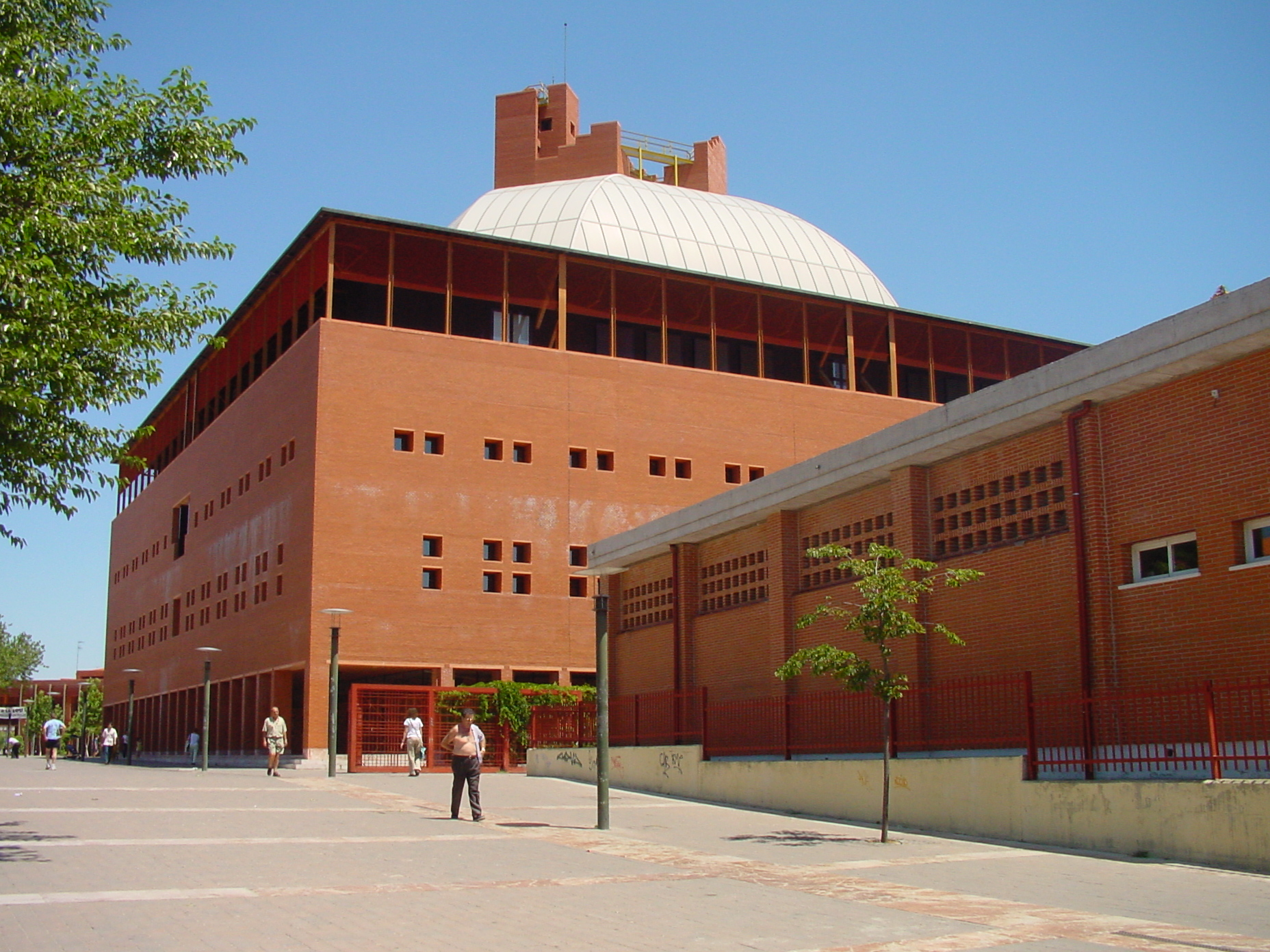
مكتبة ري باستور

- يقع الفرع الجامعي في مدينة ليجانيس، على بعد 11 كيلومترًا جنوب شرق العاصمة الإسبانية.

- المرافق: مختبرات تجريبية لدورات في الهندسة الحيوية وعلوم الكمبيوتر وهندسة الفضاء والهندسة الميكانيكية والروبوتات وما إلى ذلك، مكتبة وغرف كمبيوتر وغرف وسائط متعددة ومورد لغوي وغرفة نشاط ومركز رياضي مجهز بمسبح داخلي وإقامة للطلاب وصالة بسعة 1000 مقعد. 

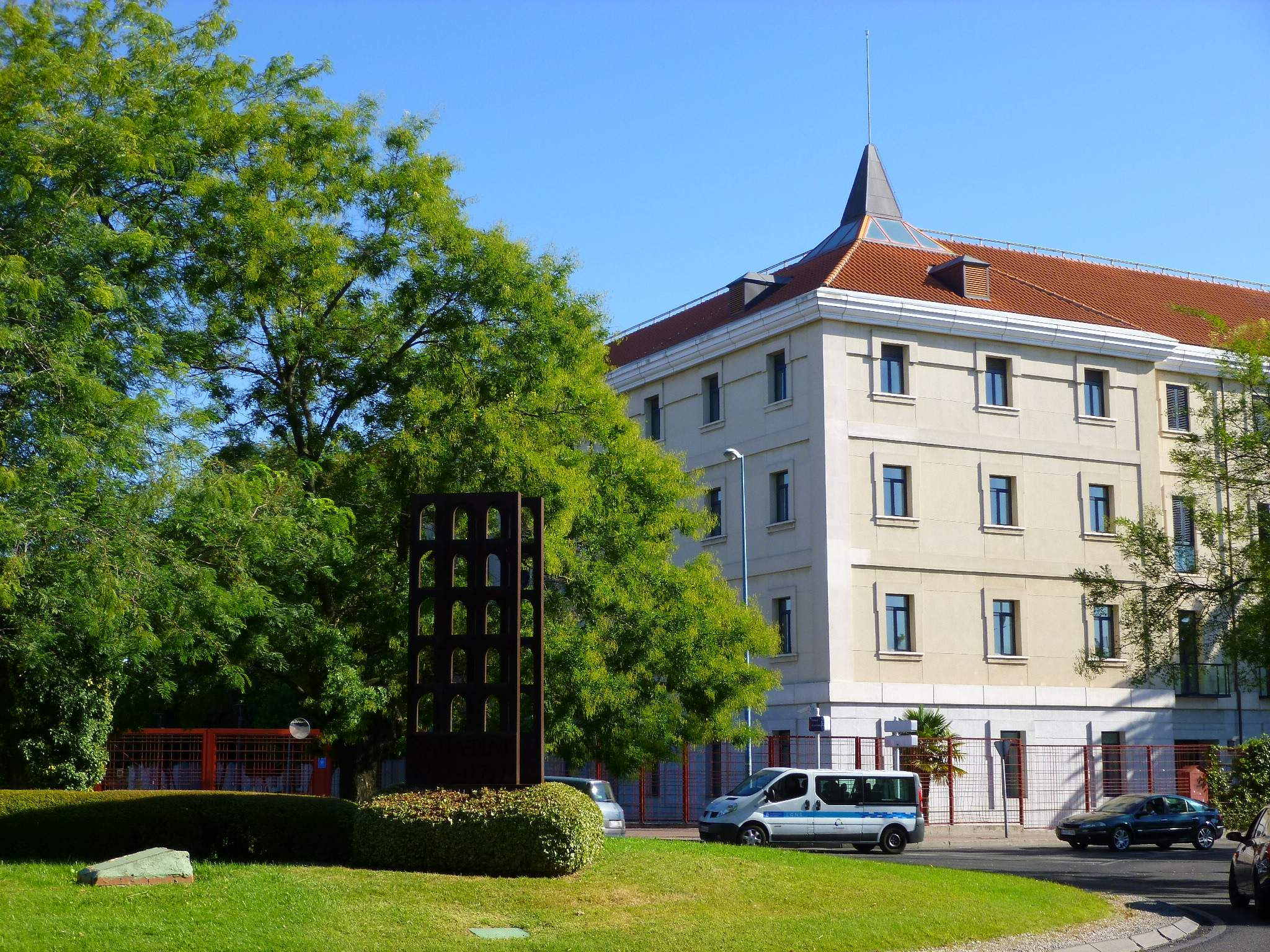
حرم ليجانيس

### فرع كولميناريجو
- يقع الفرع الجامعي في بلدة كولميناريجو على بعد 36 كيلومترًا شمال شرق العاصمة الإسبانية.

- المرافق: مكتبة، غرف كمبيوتر، مورد لغوي وغرفة نشاط، وغرفة وسائط متعددة.

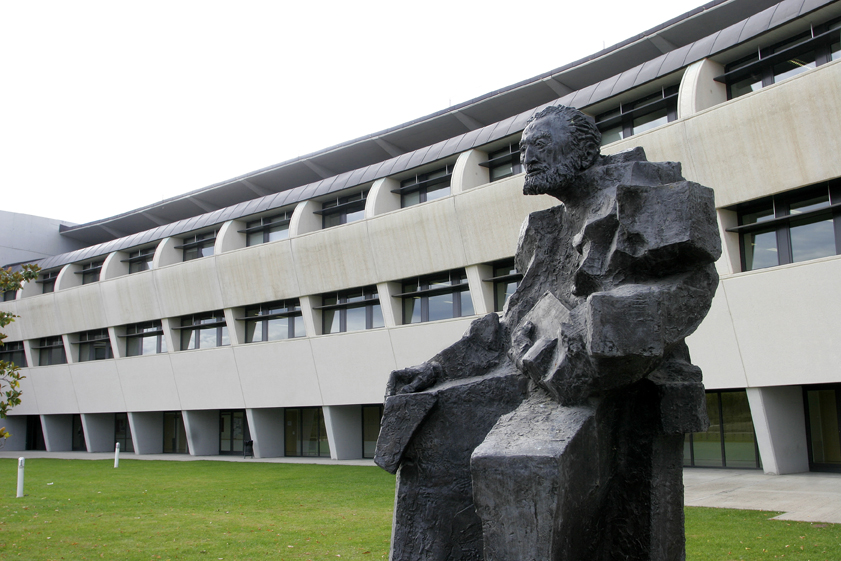
حرم كولميناريجو

### فرع بويرتا دي توليدو
- يقع هذا الفرع الجامعي في القلب العاصمة مدريد، وهو موطن لبرامج الماجستير الرسمية للجامعة وبرامج الماجستير المعتمدة من الجامعة. تقام العديد من الفعاليات والأنشطة الثقافية والفنية للمؤسسة في هذا الحرم الجامعي.
- المرافق: المكتبة وغرف الكمبيوتر وغرف الوسائط المتعددة وغرفة متعددة الأغراض.

## الترتيب
تعد أول جامعة إسبانية و22 في العالم في تصنيف QS لأفضل 50 جامعة في العالم تحت سن 50 عامًا، وهي مدرجة في تصنيفات الجامعة العالمية. كما أنها رائدة في تصنيف إيراسموس + لحركة الطلاب.
صنفت درجات البكالوريوس في إدارة الأعمال والاقتصاد والقانون في الجامعة بالمرتبة الأولى من بين تلك التي تقدمها الجامعات العامة والخاصة في إسبانيا. كما تحتل برامج الجامعة في الماجستير والدكتوراه المرتبة الأولى في الدولة. يعد قسم الاقتصاد  فيها من بين أفضل 50 قسم عالمًيا، وهو من بين أفضل 10 شركات عالمية في الاقتصاد القياسي.

## التعليم
تقدم الجامعة مناهج دراسية تتكيف تمامًا مع عملية بولونيا في الاتحاد الأوروبي. وهي معروفة بجودة البحث الأكاديمي وتوجهها الدولي الذي يتجاوز المتوسط. وتوفر منهاجها درجة ثنائية اللغة، حيث يدرس فيها كل من اللغة الإنجليزية والإسبانية، في أقسام الاقتصاد، الأعمال، المالية، الحاسوب، الصناعة، الهندسة الطبية وقسم هندسة الاتصالات..
كما تقدم المناهج فيها درجات مشتركة في الاقتصاد والقانون وفي الأعمال والقانون، كما أن اللغة الأساسية فيها هي الإنجليزية ولكن أيضًا الألمانية أو الفرنسية أو الإيطالية مطلوبة.

### دروس مباشرة على الإنترنت
تقدم الجامعة إضافة إلى فصولها الدراسية العادية، دورات على كل من منصة EDX و Miríadax. يتم تدريس الدورات باللغتين الإنجليزية والإسبانية وتستغرق شهرين في المتوسط لإكمالها. ثم يتم إصدار بيان إنجاز رقمي إذا حصل الطالب على درجة النجاح أو أكثر.

## الخريجين
- كارلوس أيالا فارغاس، سياسي إسباني. مؤسس حزب القراصنة في إسبانيا
- روبرتو جيل زوارث، سياسي مكسيكي.
- فرناندو لورينزو، اقتصادي وسياسي أوروغواي.
- ماهيتا مولانجو، لاعب كرة القدم السويسري.
- خافيير سواريز، الاقتصادي الإسباني.
- بابلو إغليسياس توريون، كاتب وسياسي إسباني. مؤسس Podemos
- فرانسيسكو خافيير فيلاسكيز، موظف مدني إسباني
- ميشيلا بوبيني، مديرة إيطالية (Bobini Giocattoli)
- عمر أيوسو، ممثل
- إسلام بيرموف، عضو المجلس المركزي لجناح «زاس أوتان» من حزب «نور أوتان» السياسي في كازاخستان.
- توماس أوكانيا، صحفي وحائز على جائزة إيمي مرتين.
- مانو برابو، مصور الحرب والفائز بجائزة بوليتزر 2013 عن Breaking News Photography.

## تمويل الجامعة
تحتل الجامعات الحكومية في إسبانيا  جزءًا كبيرًا من الميزانية الوطنية، حيث يتحمل دافعو الضرائب 80٪ تقريبًا من تمويل الجامعات العامة. تمثل رسوم الطلاب معظم ما تبقى من هذا التمويل. لا تخضع الجامعات في إسبانيا للإشراف النهائي على تمويلها؛ حيث يتم ذلك من قبل الحكومة التي تتلقى وتدير وتوزع جميع مصادر الإيرادات.

### تمويل المشاريع
تستخدم الجامعة نظام التمويل الجماعي لتمويل مشاريعها. هناك عدة أنواع مختلفة من هذا التمويل. التمويل الجماعي القائم على المكافآت هو عندما يمول أحد الرعاة مشروعًا للحصول على حافز أو مكافأة مقابل المنتجات أو الخدمات التي تنتج عن المشروع عمومًا. ينطوي التمويل القائم أيضا على الديون، حيث يقوم الراعي بإقراض المال للمشروع، مع وعد بإعادة استثماره بالإضافة إلى الفائدة. كما ينطوي التمويل الجماعي القائم على التبرع على استثمار الجهات المانحة بدافع المصلحة، دون أي مصلحة في المكافآت المالية أو المادية في المقابل.
أتاح التمويل الجماعي فرصًا للعديد من الأشخاص لتطوير مشاريع الحرم الجامعي، حيث قالت Isabel García Gutiérrez  وهي نائبة رئيس مجمع ريادة الأعمال والعلوم، إن الجامعة لجأت إلى هذا النظام بسبب إمكاناتها المبتكرة. كانت الخبرة السابقة لجامعة البوليتكنيك في كاتالونيا لاستخدام نظام التمويل الجماعي مثالاً مفيدًا لنا.

#### تمويل الأنشطة الثقافية والرياضية والتطوعية
تتلقى الجامعة كما هو الحال مع جميع الجامعات الحكومية الأخرى تمويلًا حكوميًا، لذا فإن الرسوم الدراسية للطلاب هي نسبة صغيرة من تكاليف التعليم الفعلية. ومع ذلك لا يتم تضمين الأنشطة اللامنهجية مثل الأنشطة الثقافية والرياضية والتطوعية في رسوم التسجيل وتتطلب رسومًا إضافية للمشاركة.
أهداف الجامعة:
مشاركة جماعية: تقيم الجامعة دورات لكبار السن مثل (البرامج الثقافية والتعليم المستمر في الفصول الدراسية) وحلقات دراسية حول التبادلات والأسواق المالية للائتمان الأكاديمي. كما يتم توجيه دورة إلى الشباب الذين يرغبون في دخول سوق العمل كمحترفين يتمتعون بمعرفة محسنة حول وسائل التواصل الاجتماعي والشبكات والاتصالات والشخصيات الرقمية.
اللغة : التركيز على تنمية المجتمع بلغات مختلفة مثل الإنجليزية والفرنسية والألمانية والصينية والإيطالية وغيرها؛ حيث يتم تقديم الفرص للطلاب ليكونوا أكثر حماسًا في تعلم اللغات؛ إضافة إلى استخدام التقنيات الجديدة والمساعدة في التحضير لامتحانات اللغات المختلفة.
الإرشاد والتوظيف: تركز الجامعة على توفير التسهيلات للطلاب والشركات للاستفادة من التعاقد المستقبلي للطلاب من أجل اكتساب الخبرة لسوق العمل.

## روابط خارجية
- الموقع الرسمي